# Клинцовский округ
Клинцо́вский округ — административно-территориальная единица Западной области РСФСР, существовавшая в 1929—1930 годах.
Клинцовский округ был образован 1 октября 1929 года. Центром округа был назначен город Клинцы.
Округ был разделён на 13 районов:
- Гордеевский
- Климовский
- Клинцовский
- Красногорский
- Мглинский
- Новозыбковский
- Погарский
- Понуровский
- Почепский
- Стародубский
- Суражский
- Унечский
- Чуровичский

30 июля 1930 года Клинцовский округ, как и большинство остальных округов СССР, был упразднён. Его районы отошли в прямое подчинение Западной области.